# Dinocras
Dinocras is een geslacht van steenvliegen uit de familie borstelsteenvliegen (Perlidae). De wetenschappelijke naam van het geslacht is voor het eerst geldig gepubliceerd in 1907 door Klapálek.

## Soorten
Dinocras omvat de volgende soorten:
- Dinocras cephalotes (Curtis, 1827)
- Dinocras ferreri (Pictet, 1841)
- Dinocras megacephala (Klapálek, 1907)